# Wilhelm Ludwig Steinbrenner
Wilhelm Ludwig Steinbrenner (* 6. Januar 1759 in Petersaurach; † 26. Dezember 1831 in Großbodungen) war ein deutscher evangelischer Theologe.

## Leben
Der Sohn des Pfarrers Johann Siegmund Steinbrenner und dessen Frau Katharina Karolina Friederika (geb. Hönicke) hatte sich in früher Jugend entschlossen, sich den theologischen Wissenschaften zu widmen. Nach dem Besuch des Gymnasiums in Ansbach bezog er 1779 die Universität Erlangen. Dort wurde er Mitglied des theologischen und philologischen Seminars und erlangte die Magisterwürde. Den entschiedensten Einfluss auf seine wissenschaftliche Bildung hatte Georg Friedrich Seiler (1733–1807), bei dem er auch wohnte und welcher ihn in mehrfacher Hinsicht durch Rat und Tat unterstützte.
Seilers Wohlwollen verdankte Steinbrenner die Stelle eines Geschäftsführers bei seiner Bibelanstalt. Wichtig für seinen Lebensgang war seine Ernennung zum Instrukteur der in Erlangen studierenden Prinzen Günther Albrecht und Günther Friedrich Carl von Schwarzburg-Sondershausen. Seine Kenntnisse, verbunden mit seinem einnehmenden Betragen, verschafften ihm die Gunst des Fürsten Christian Günther von Schwarzburg-Sondershausen und sicherte ihm zugleich die bleibende Anhänglichkeit der beiden Prinzen.
In ihrer Gesellschaft unternahm Steinbrenner, nachdem er sich 1787 kurz in Sondershausen aufgehalten hatte, eine Reise in die Schweiz. Er berührte auf derselben Nancy, Metz, späterhin Paris und andere berühmte Städte Frankreichs. In Metz hatte er Henri Baptiste Gregoire (1750–1831) und in Zürich Johann Caspar Lavater kennengelernt. Mit beiden Gelehrten unterhielt er auch später einen Briefwechsel. Reiche Nahrung fand sein für Naturschönheiten empfängliches Gemüt in den Umgebungen von Lausanne, wo er mehrmals predigte. Den Rückweg nahmen die Reisenden durch Belgien und die Rheingegenden.
Die Eindrücke jener Reise hat Steinbrenner selbst in einem Werk geschildert, dessen drei Bände in den Jahren 1791 bis 1792 erschienen. Im Juli 1789, ein halbes Jahr nach der Rückkehr von seiner Reise, erhielt er eine Predigerstelle in Großbodungen und Hauröden. 1809 promovierte er an der Universität Erlangen zum Doktor der Theologie und 1816 wurde er, nach der Vereinigung seiner beiden Gemeinen mit dem Königreich Preußen, zum Superintendenten ernannt.
Steinbrenner war zwei Mal verheiratet. Seine erste Ehe schloss er am 7. Oktober 1789 mit Justine Friderike Sophie Gottschalk (* 1. Juni 1767 in Sondershausen; † 1807), Tochter eines Hofrats und Amtmanns in Sondershausen und dessen Frau Victoria Rothe aus Bothenheilingen. Seine zweite Ehe schloss er am 27. November 1808 mit Christiane Friderike, Tochter des Diakons in Bleicherode Georg Friedrich Müller und dessen Frau Eleonora Henrietta Jödicke. Beide Ehen blieben kinderlos.

## Wirken
Steinbrenner hinterließ nicht nur den Ruhm eines mit gründlichen theologischen Kenntnissen ausgerüsteten Gelehrten, sondern auch den Ruhm eines Mannes, dem sein Charakter als Mensch allgemeine Verehrung erwarb. Seine Berufsgeschäfte versah er mit strenger Gewissenhaft. Die schlechteste Witterung hielt ihn nicht ab, sein entferntes Filial Hauröden regelmäßig zu besuchen. Eine seltene Kraft und Herzlichkeit beseelte seinen Kanzelvortrag, der aus der Fülle seines religiös gesinnten Gemüts hervorging. Er war ein Christ im strengsten Sinne des Worts, unerschütterlich fest in seinem Glauben, geneigt zu Gesprächen über religiöse Gegenstände, aber frei von Intoleranz gegen Andersdenkende. In einsamen Stunden, besonders an Sonn- und Festtagen, gab er sich gern andächtigen Betrachtungen hin. Sein hinterlassenes Tagebuch, sorgfältig und mit der aufrichtigsten Selbstprüfung abgefasst, bewies, wie es ihm Ernst war mit seiner moralischen Veredlung. Sein stilles, zurückgezogenes Leben zeigte ihn in sittlicher Hinsicht untadelhaft, dabei frohsinnig, gefällig und wohltätig. Verwaister und verwahrloster Kinder nahm sich Steinbrenner, dem die Vaterfreuden versagt waren, mit vieler Gemeinnützigkeit an. Sein milder Sinn zeigte sich auch 1805 ein Verein gegründet wurde, der die Unterstützung Notleidender zum Zweck hatte.
In seinen Schriften, wenn man eine 1786 herausgegebene Dissertation, in der er die mosaische Erzählung von der Entstehung der Welt mit Platos Ansichten über diesen Gegenstand verglich, und einige andere Abhandlungen ausnimmt, verfolgte er fast durchgängig eine praktische Tendenz. Populär zu sein, war sein unermüdetes Bestreben, und den Bürger und Landmann ließ er weder in seinem 1793 erschienenen „christlichen Hausandachtsbuch“, noch in seinem 1798 herausgekommenen „geistlichen Tagebuch“, noch in dem 1799 gedruckten „Hausbedarf für Bürger- und Landschulen“, noch in andern Schriften verwandten Inhalts unberücksichtigt. In diese Kategorie gehören auch die 1810 herausgegebenen „biblischen Vorlesungen über wichtige und gemeinnützige Abschnitte der Bibel.“ Der christlichen Religion schrieb er 1808 eine in lateinischer Sprache herausgegebenen Abhandlung eine ungemeine Kraft und Wirksamkeit zu, nicht bloß die Menschen moralisch zu veredeln, sondern sie zugleich zu tüchtigen Staatsbürgern zu bilden. Damit stand er ganz in der Tradition seiner Zeit, als Autor des Rationalismus.

## Werke
- Trauerrede bei dem Grabe Herrn H. Schmids. Erlangen 1784
- Einige Predigten. Erlangen 1785
- Trauerrede an dem Sarge des Herrn L. F. Dubois, der Theologie Beflissenen zu Erlangen. Erlangen 1786
- Ueber das Glück des gesellschaftlichen Lebens und der Freundschaft nach den Grundsätzen der Religion Jesu, eine Predigt am Ostermontag 1786 gehalten in der Stiftskirche zu Anspach. Ansbach 1786
- Diss. Sententiae Mosis et Platonis de ortu mundi comparatae Prolusio I. Erlangen 1786
- Bemerkungen auf einer Reise durch einige Deutsche, Schweizer- und Französische Provinzen, in Briefen an einen Freund. Göttingen 1791
- Warum wüthen Krankheiten und Tod im Sommer so heftig auf dem Lande? Eine Predigt. Sondershausen und Großbodungen 1793
- Christliches Hausandachtsbuch, oder Betrachtungen auf alle Tage des Jahres, für den Bürger und Landmann. Sondershausen und Großbodungen 1793
- Der Prediger, als Aufklärer auf der Kanzel und in seinem ganzen Amte, ein Handbuch für Prediger und alle, die es werden wollen. Leipzig 1794–1795
- Dictionaire raisonne de synonymes francois, avec des remarques a l'usage des Allemands, oder deutsch-französisches synonymisches Wörterbuch mit deutschen Anmerkungen für Anfänger. Leipzig, 1796–1801, 2. Teile
- Predigten auf alle Sonn- und Festtagsevangelien des ganzen Jahrs. 1. Teil, Leipzig 1797
- Geistliches Tagebuch für den Bürger und Landmann. Erfurt 1798
- Hausbedarf für Bürger und Landschulen. 1. Abt. Naturgeschichte. Leipzig 1799, mit drei Kupfern (auch unter dem Titel: Naturgeschichte für wißbegiertige Kinder. Erfurt, 1820)
- Naturlehre für Bürger und Landschulen. Arnstadt und Rudolstadt 1803, 3. Aufl. unter dem Titel: Naturlehre in Frag' und Antworten für wißbegierige Kinder. Arnstadt und Rudolstadt 1820
- Catechismus der Technologie für Bürger- und Landschulen. Leipzig 1804
- Predigten über die Kunst das menschliche Leben zu verlängern, nach Hufeland'schen Grundsätzen. Halle 1804
- D. G. F. Seiler u.s.w., eine dankbare Reminiszenz. Erlangen 1807
- Diss. inaug. de vi et efficacia christianae religionis in tuendis atque regendis hominum moribus, presertim in adjuvanda virtute et obsequio legibus civilibus praestando conspicua. Erlangen 1808
- Biblische Vorlesungen über wichtige gemeinnützige Abschnitte der Bibel. Erlangen 1810
- Ueber Cultus. Göttingen 1810
- Predigt, die christliche Ansicht großer und folgenreicher Weltbegebenheiten sowohl, als alles dessen, was täglich vor unseren Augen geschiet. Sondershausen 1814
- Die Mythen der Griechen und Römer, ein Lehrbuch für Gymnasien und Schulen. Sondershausen 1815
- ABC- und Lehrbüchlein für die lieben Schulkinder. Großbodungen 1816
- Erzählungen für die langen Winterabende, wißbegierigen Kindern gewidmet. Erfurt 1819
- Der Ratgeber beim Studieren auf die Sonn- und Festtagsevangelien und Episteln, eine Sammlung theils von bloßen Hauptsätzen, theils von Dispositionen und zerstreuten Thematen. Magdeburg 1821
- Erzählungen nach Aulus Gellius, wißbegierigen Kindern gewidmet. Zerbst 1828 (mit Kupfern)